# إس-350 فيتياز
نظام صواريخ 50R6 فيتاز ( الروسية : ЗРК Витязь ) أو اس 350 هو نظام صواريخ أرض جو متوسط المدى روسي تم تطويره بواسطة GSKB Almaz-Antey . 
والغرض منه هو استبدال S-300PS و S- 300PT -1A. يتتبع تصميم النظام جذوره من مشروع كيه إم- سام المشترك بين كوريا الجنوبية وروسيا ، ويستخدم نفس الصاروخ 9M96 الذي يستخدمه نظام الصواريخ S-400

## التصميم والتطوير
يتكون نظام صواريخ 50R6A Vityaz من:
- 1-2 50N6A محطات الرادار صفيف متعددة الوظائف الممسوحة ضوئيا إلكترونيا . 360 درجة تغطية للكشف المبكر، والإضاءة الهدف وتوجيه الصواريخ.
- 1 مركز قيادة 50K6A ، عمل قتالي مستقل تمامًا مع التفاعل مع الأنظمة البعيدة الأخرى.
- 1-8 50P6 قاذفة (12-96 صواريخ).
  - 9M96 / 9M96E (E2) الصواريخ الموجهة ؛ التوجيه السلبي والصواريخ الأخرى مع التوجيه صاروخ موجه نشط. 12–120 كم (7.5–74.6 ميل) ، أسطح التحكم الديناميكية الهوائية والمحركات النفاثة لأسطح التحكم.
  - 9M100 الصواريخ الموجهة. 10-15 كم (6.2-9.3 ميل) ؛ صاروخ موجه السلبي الأشعة تحت الحمراء. أسطح التحكم الديناميكية الهوائية ومحركات التحكم النفاثة ؛ المناورة القصوى 60 سطح G-20

## الأداء
- الحد الأقصى لعدد الأهداف المتزامنة:
  - الديناميكا الهوائية - 16
  - البالستية - 12
- الحد الأقصى لعدد الصواريخ المستحثة في وقت واحد - 32
- المنطقة المتضررة من الأغراض الهوائية:
  - المدى - 1.5–120 كم (0.93–74.56 ميل)
  - الارتفاع - من 10 إلى 30 كم (98000 قدم)
- المنطقة المتأثرة بالأهداف الباليستية:
  - المدى - 1.5-30 كم (0.93-18.64 ميل)
  - الارتفاع - 2-25 كم (600-82000 قدم)

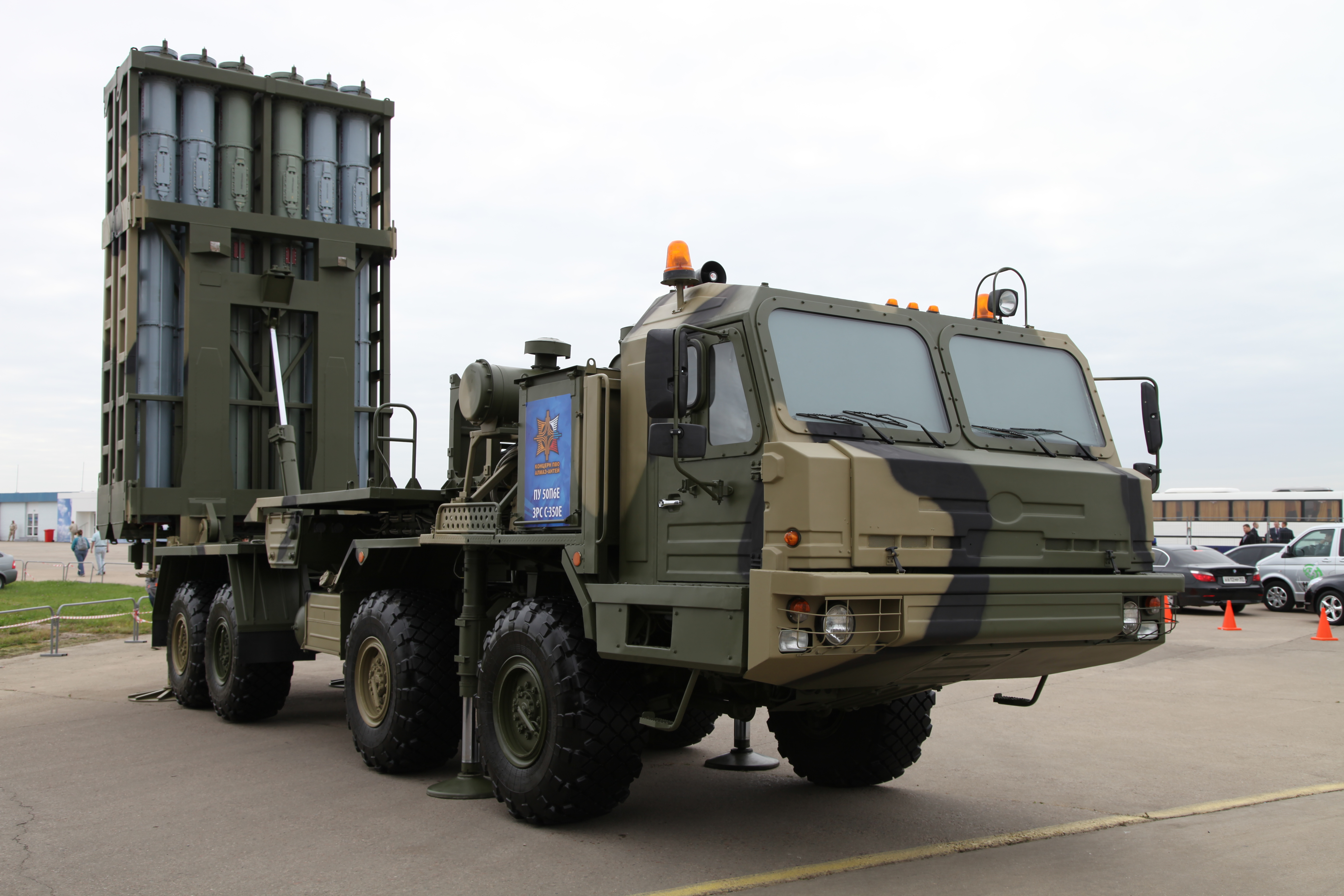
وقت النشر - 5 دقائق   - الوحدة النارية
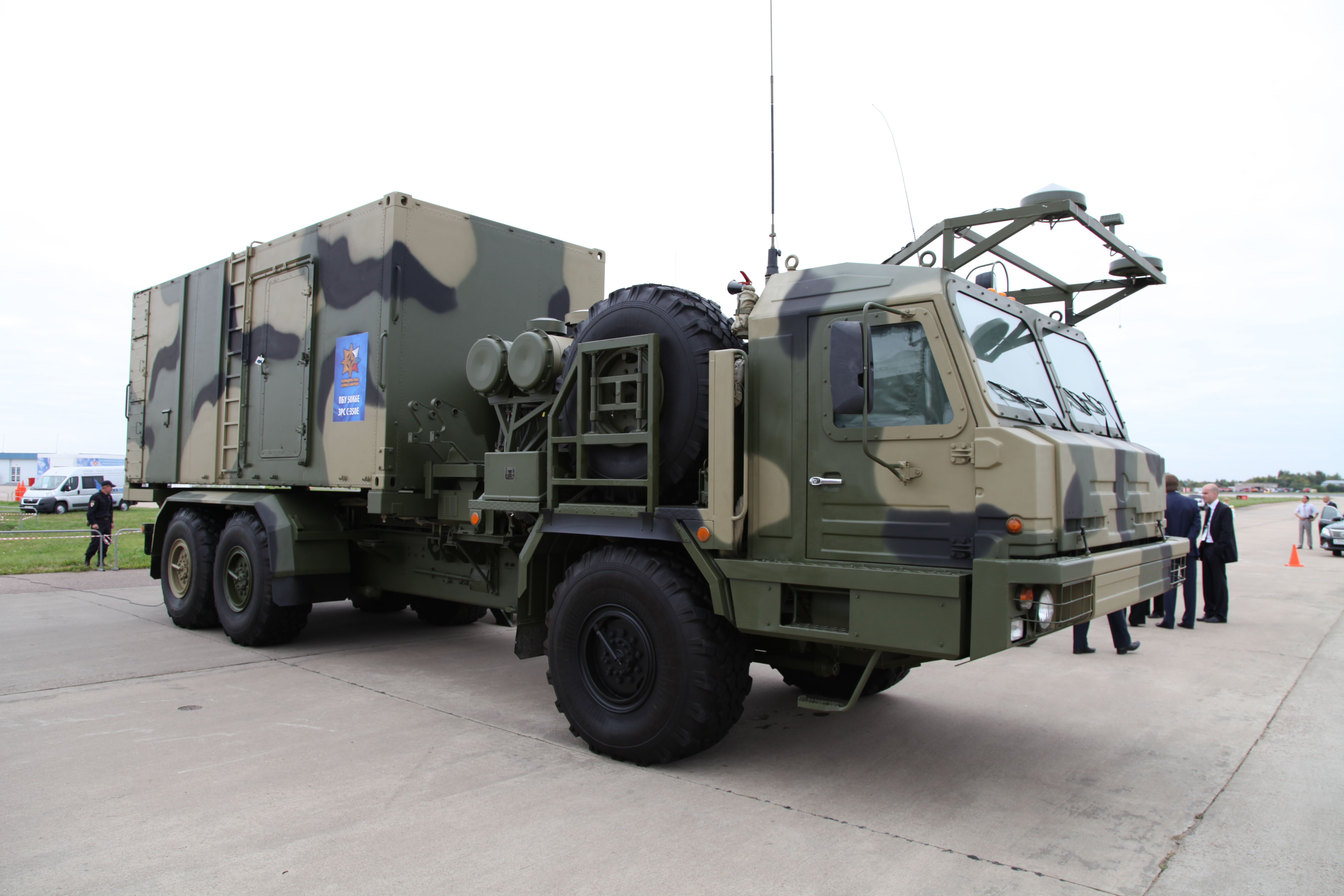
غرفة القيادة و الاطلاق
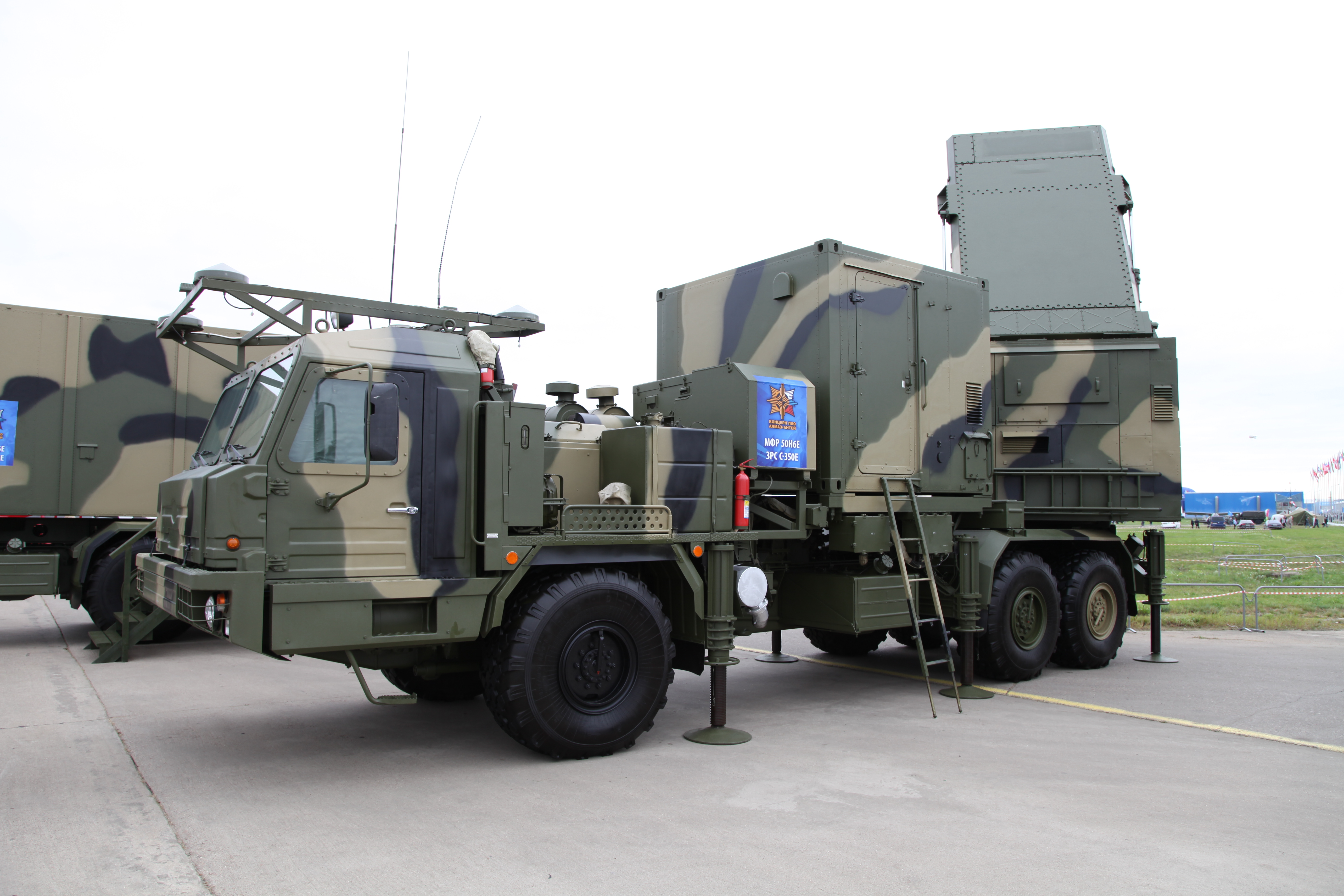
الرادارات
  - غرفة القيادة و الاطلاق
  -  الرادارات

## المستخدمون
- روسيا

مستخدمون محتملون
- سوريا
- العراق
- كوريا الجنوبية
- إيران
- الجزائر
- الهند
- كازاخستان

## المصدر
https://translate.googleusercontent.com/translate_c?depth=1&hl=ar&prev=search&rurl=translate.google.com&sl=en&sp=nmt4&u=http://tass.com/defense/1044066&xid=17259,15700022,15700186,15700191,15700256,15700259&usg=ALkJrhhou6m1WuDTDvL-r4Mn7Xm1u1UMwg
https://translate.googleusercontent.com/translate_c?depth=1&hl=ar&prev=search&rurl=translate.google.com&sl=en&sp=nmt4&u=http://tass.com/defense/1044066&xid=17259,15700022,15700186,15700191,15700256,15700259&usg=ALkJrhhou6m1WuDTDvL-r4Mn7Xm1u1UMwg
https://translate.googleusercontent.com/translate_c?depth=1&hl=ar&prev=search&rurl=translate.google.com&sl=en&sp=nmt4&u=http://aviationweek.com/awin/new-medium-sam-displayed-moscow-air-show&xid=17259,15700022,15700186,15700191,15700256,15700259&usg=ALkJrhhsT7F2Us7zIgn_Z-r03ny_GL1idg
https://translate.googleusercontent.com/translate_c?depth=1&hl=ar&prev=search&rurl=translate.google.com&sl=en&sp=nmt4&u=https://iz.ru/637156/nikolai-surkov/rossiia-sdelala-biudzhetnuiu-versiiu-s-400&xid=17259,15700022,15700186,15700191,15700256,15700259&usg=ALkJrhiFPG3Hb3IXypUE7-kBQZtpcglSOQ
https://translate.googleusercontent.com/translate_c?depth=1&hl=ar&prev=search&rurl=translate.google.com&sl=en&sp=nmt4&u=https://www.armyrecognition.com/russia_russian_missile_system_vehicle_uk/s-350e_s-350_vityaz_50r6_air_defense_missile_data_pictures.html&xid=17259,15700022,15700186,15700191,15700256,15700259&usg=ALkJrhjFofuwwkdJR_G2BH6H9ybv4tPH1A
</references>
</references>